# سرطان بیضه
سرطان بیضه (Testicular cancer) رشد سرطانی یاخته‌های بیضه می‌باشد که به صورت یک توده سفت اغلب بدون درد در بیضه خود را نشان می‌دهد.

## شیوع و پیش آگهی
سرطان بیضه شایع‌ترین سرطان در مردان ۲۰ تا ۳۵ ساله است، اما ممکن است در هر سنی دیده شود و احتمال ابتلای هر مردی به این سرطان ۰٫۴٪ است. به‌طور کلی این سرطان اگر متاستاز نداده باشد بالای نود درصد با شیمی درمانی و سایر روش‌ها قابل درمان است.

## انواع
اغلب یک طرفه است اما گاهی ممکن است دوطرفه باشد. منشأ این نوع سرطان سلول‌های مختلفی از بافت بیضه می‌تواند باشد:
- Germ cell tumours
- Sex cord/Gonadal stromal tumours
- Mixed Germ Cell and Sex Cord/Gonadal Stromal Tumours
- Miscellaneous tumours of the testis
- Tumours of the paratesticular structures
- Haematopoietic tumours
- Tumours of collecting ducts and rete

## علایم
مهم‌ترین چیزی که این بیماری را خطرناک می‌کند بدون درد بودن علائم اولیه آن است، از این نظر سرطان بیضه شبیه‌ترین بیماری به سرطان سینه است.
بیشتر نشانه‌های اولیه ابتلا به این سرطان، تورم و غیر عادی شدن ظاهر بیضه‌هاست و خود فرد با معاینه فردی زودتر از سایرین می‌تواند پی به نشانه‌های آن ببرد. شایع‌ترین علامت بیماران بزرگ شدن و سفتی بیضه بدون درد یا لمس توده‌ای سفت در بیضه می‌باشد. بیضه مبتلا معمولاً به تدریج بزرگ شده و بیمار در بیضه احساس سنگینی می‌کند. در برخی موارد بیماران با درد حاد بیضه یا علایم درد پشت، تهوع، استفراغ، بی اشتهایی، سرفه، تنگی نفس، درد استخوان یا تورم اندام‌ها مراجعه می‌نمایند.

## تومورسلول‌هایبینابینی
تومور سلول‌های بینابینی به ندرت در بیضه‌ها ایجاد می‌شوند اما هنگامی که به وجود می‌آیند گاهی تا صد برابر مقدار طبیعی تستوسترون ترشح می‌کنند. هنگامی که این قبیل تومورها در کودکان بوجود می‌آید موجب رشد سریع استخوان‌ها و عضلات می‌شود اما همچنین موجب زود جوش خوردن زودرس اپیفیزها می‌گردند به طوری که قد نهایی فرد کمتری از مقداری خواهد بود که در غیر این صورت به وجود می‌آمد. بدیهی است این قبیل تومورهای سلول‌های بینابینی موجب رشد و تکامل بیش از اندازهٔ اندام‌های جنسی و صفات ثانویهٔ جنسی می‌گردند. در مرد بالغ تشخیص این گونه تومورها مشکل است زیرا صفات جنسی مردانه از قبل وجود دارند. با این وجود با آزمایش ادرار می‌توان این تومورها را تشخیص داد.

## تشخیص
در معاینه پزشک توده‌ای سفت و بدون درد در بیضه لمس می‌کند و با انجام سونوگرافی بیضه‌ها و آزمایش‌های لازم تشخیص قطعی می‌گردد.
تأخیر در مراجعه به پزشک می‌تواند باعث پیشرفت و گسترش سرطان بیضه به سایر نقاط بدن گردد و درمان آن بسیار مشکل گردد.
معاینه بیضه توسط خود شخص مهم‌ترین راه تشخیص به موقع سرطان بیضه است و بهترین زمان معاینه هنگام حمام کردن است که پوست کیسه بیضه شل است.
برای این کار با لمس دقیق بیضه‌ها بین انگشت شست و سایر انگشتان، هر گونه تغییر ظاهری و سفتی بیضه باید مد نظر قرار گیرد.

## عوامل مؤثر
معمولاً سرطان بیضه در افراد زیر بیشتر رخ می‌دهد:
- سفید پوستان و نژادهای قفقازی
- سابقه خانوادگی سرطان بیضه
- مبتلا شدن به بیضه نزول نکرده در دوران کودکی. این نوع بیضه‌ها به دلیل اینکه در شکم باقی می‌مانند و همیشه در معرض حرارت بدن هستند بیشتر احتمال ابتلا به سرطان بیضه وجود دارد.[۲]

## درمان
بستگی به نوع، مرحله و درجه بدخیمی دارد ولی ترکیبی از جراحی (برداشتن بیضه یا بیضه‌ها با یا بدون برداشتن غدد لنفاوی) شیمی درمانی و رادیوتراپی است.
در صورتی که بیضه سمت دیگر سالم باشد، خارج کردن یک بیضه تأثیری در عملکرد جنسی و باروری بیمار ندارد.